# Naturschutzgebiet Zwischel / Im Boden
Koordinaten: 51° 16′ 51″ N, 8° 19′ 5,9″ O
Das Naturschutzgebiet Zwischel / Im Boden mit einer Flächengröße von 4,23 ha liegt nordöstlich von Einhaus im Stadtgebiet von Meschede. Es wurde 2020 vom Kreistag des Hochsauerlandkreises mit dem Landschaftsplan Meschede als Naturschutzgebiet (NSG) ausgewiesen. Von 1994 bis 2020 gehörte die heutige NSG-Fläche zum Landschaftsschutzgebiet Meschede.

## Gebietsbeschreibung
Im NSG fällt der namenlose Bach von der Quelle etwa 500 m Lauflänge rund 100 m tief ab bis zur Mündung ins Willohsiepen. Rund um die Quellmulde und den anschließenden Oberlauf des Baches stockt ein Buchenwald unterschiedlichen Alters auf felsenreichem mitteldevonischen Schiefer, in den sich das Gewässer tief eingegraben hat. Unterhalb der Straße von Köttinghausen nach Einhaus fließen dem Hauptbachgerinne von beiden Seiten weitere Quellbäche zu, die zur morphologischen Gliederung des Gebietes beitragen. Diese Nebenbäche sind von Eichen-Buchenwald umgeben. In der Naturverjüngung ist ein größerer Eschenanteil beigemischt. Das Umfeld des NSG ist stark von Fichtenaufforstungen und Weihnachtsbaumkulturen geprägt. Auch im südlichen NSG-Teil befinden sich Fichtenbereiche.

## Schutzzweck
Zum Schutzzweck des NSG führt der Landschaftsplan auf: „Erhaltung eines morphologisch vielfältigen Kerbtälchens mit mehreren Sickerquellen und Felsklippen als strukturreiches Refugialbiotop in einer weniger naturnah geprägten Umgebung; langfristige Optimierung der Habitatverhältnisse durch Erhöhung der Standort entsprechenden Laubholzbestockung.“

## Nadelholz
Auf dem Fichtenbereich im südlichen NSG-Teil ist, im Gegensatz zum restlichen NSG, weiterhin Nadelholzanbau mit einem Anteil von maximal 20 % einzelstammweise, trupp-, gruppen- oder horstweise zulässig.